# Davenport (Iowa)
Davenport è il capoluogo della contea di Scott, Iowa e si trova lungo il fiume Mississippi, al confine orientale dello stato. È la più grande della Quad Cities, un'area metropolitana con una popolazione stimata di 382.630 abitanti, la popolazione dell'area statistica combinata era di 474.226 abitanti; è la 90ª area statistica combinata più grande della nazione.

## Storia
Davenport fu fondata il 14 maggio 1836 da Antoine Le Claire e prese il nome dal suo amico George Davenport, un ex marinaio inglese che prestò servizio nell'esercito degli Stati Uniti durante la guerra del 1812, prestò servizio come fornitore a Fort Armstrong, lavorò come commerciante di pellicce con l'American Fur Company, e fu nominato quartiermastro col grado di colonnello durante la guerra di Falco Nero. Secondo il censimento del 2010, la città aveva una popolazione di 99.685 abitanti (che la rendono la terza città più grande dell'Iowa). La città ha fatto appello a questa cifra, sostenendo che il Census Bureau ha perso una parte dei residenti e che la sua popolazione totale era superiore a 100.000. Il Census Bureau stimava che la popolazione di Davenport nel 2011 era di 100.802 abitanti.

## Geografia
Secondo lo United States Census Bureau, ha un'area totale di 65,08 mi² (168,56 km²). Situata all'incirca a metà strada tra Chicago e Des Moines, Davenport si trova al confine dell'Iowa attraverso il fiume dall'Illinois. La città è soggetta a frequenti inondazioni a causa della sua posizione sul fiume Mississippi. Ci sono due università principali: la Saint Ambrose University e il Palmer College of Chiropractic, dove ha avuto luogo il primo adeguamento chiropratico. Numerosi festival musicali annuali si svolgono a Davenport, tra cui il Mississippi Valley Blues Festival, la Mississippi Valley Fair e il Bix Beiderbecke Memorial Jazz Festival. Durante il festival viene organizzata una gara podistica di 7 miglia (11 km) conosciuta a livello internazionale, chiamata Bix 7. La città ha una squadra di baseball di classe A di livello minore, i Quad Cities River Bandits. Davenport ha oltre 50 parchi e strutture, oltre a 20 miglia (32 km) di percorsi ricreativi per andare in bicicletta o a piedi.
Tre interstatali, 80, 74 e 280 e due principali autostrade statunitensi servono la città. Davenport ha visto una crescita costante della popolazione sin dalla sua costituzione. Le difficoltà economiche nazionali negli anni 1980 hanno causato perdite di posti di lavoro e di popolazione. La Quad Cities è stata classificata come l'area metropolitana più conveniente nel 2010 dalla rivista Forbes. Nel 2007, Davenport, insieme alla vicina Rock Island, ha vinto il City Livability Award nella categoria delle piccole città dalla Conferenza dei sindaci degli Stati Uniti. Nel 2012, Davenport e la Quad Cities sono state classificate tra le aree in più rapida crescita nella nazione per la crescita di posti di lavoro ad alta tecnologia. Tra i notabili della città figurano la leggenda del jazz Bix Beiderbecke, la drammaturga vincitrice del premio Pulitzer Susan Glaspell, l'ex running back della National Football League Roger Craig e l'ex due volte campione WWE ed ex campione mondiale WWE Seth Rollins.

## Società

### Evoluzione demografica
Secondo il censimento del 2010, la popolazione era di 99.685 abitanti.

### Etnie e minoranze straniere
Secondo il censimento del 2010, la composizione etnica della città era formata dall'80,7% di bianchi, il 10,8% di afroamericani, lo 0,4% di nativi americani, il 2,2% di asiatici, lo 0,0% di oceanici, il 2,1% di altre razze, e il 3,9% di due o più etnie. Ispanici o latinos di qualunque razza erano il 7,3% della popolazione.

## Amministrazione

### Gemellaggi
- Kaiserslautern, dal 1960;
- Ilhéus, dal 2005;
- Contea di Carlow, dal 2006;
- Langfang, dal 2018